# سعید حبیبی
سعید حبیبی فارغ‌التحصیل رشته مخابرات و دانشجوی اخراجی کارشناسی‌ارشد فلسفه، فعال حقوق بشر و از اعضای کمیته گزارشگران حقوق بشر و دبیر اسبق تشکیلات دفتر تحکیم وحدت (طیف علامه) است و از دانشجویان طیف چپ در ایران محسوب می‌گردد که بارها به علت فعالیت‌های مدنی، حقوق بشری و سیاسی خود بازداشت شده است. از جمله میتوان به بازداشت‌ وی به تاریخ ۱۱ آذر ۱۳۸۶ در جریان بازداشت گسترده فعالان دانشجویی چپ می‌توان اشاره کرد. وی از اعضای تشکل دانشجویان آزادی‌خواه و برابری‌طلب بود.